# Cathédrale de Faras
Pour les articles homonymes, voir Faras.
La cathédrale de Faras était une cathédrale de la ville de Faras, dans l'actuel Soudan. À l'origine siège du diocèse de Faras, c'est désormais un site archéologique.
Les souverains de Nobatie contrôlant la vallée du Nil de la première à la troisième cataracte du fleuve se sont convertis au christianisme vers 548 après J.-C. sous l'influence des missionnaires envoyés de Constantinople par l'impératrice Théodora. La première cathédrale a été érigée au VIIe siècle, lorsque la ville était encore connue sous le nom de Pachoras, et se trouvait probablement à l'emplacement exact où des archéologues polonais ont découvert cette cathédrale du VIIIe siècle. Le site a été fouillé par des archéologues polonais sous l'égyptologue Kazimierz Michalowski entre 1960 et 1964. Les peintures murales de la cathédrale ont été récupérées avant l'inondation provoquée par la création du lac Nasser et sont aujourd'hui exposées au musée national de Varsovie et au musée national du Soudan.
Une importante usine de poterie a été retrouvée à proximité.

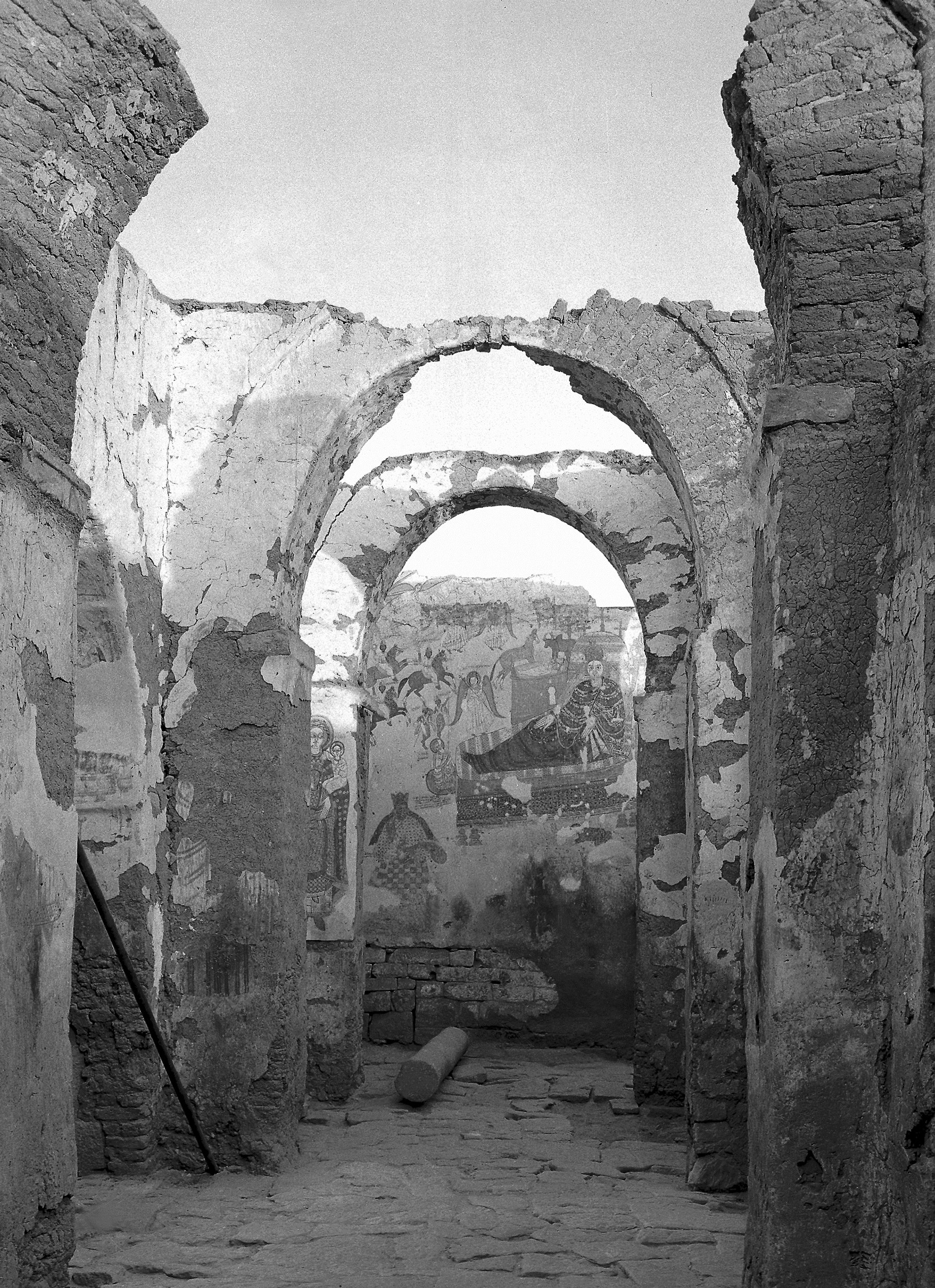
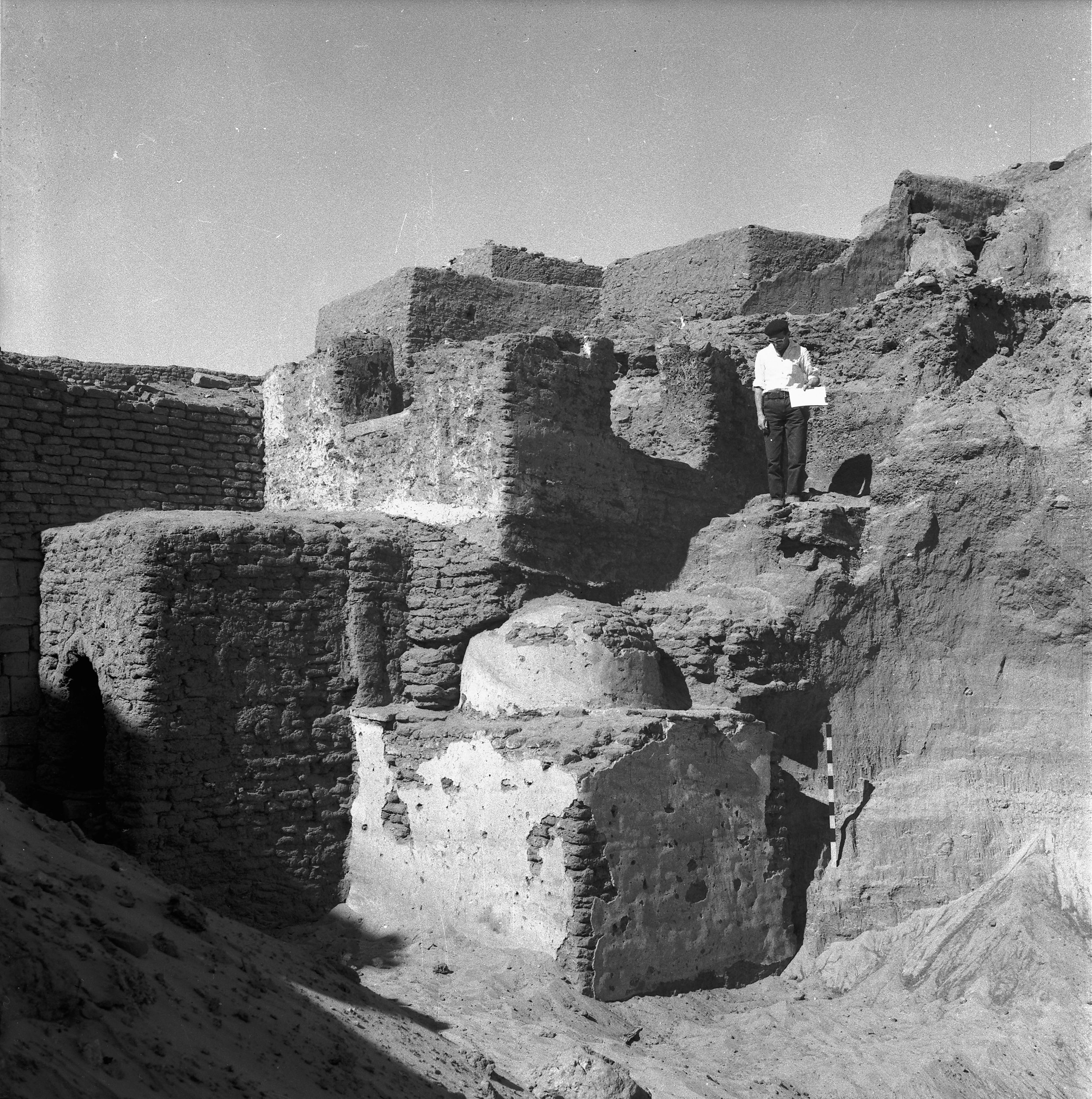
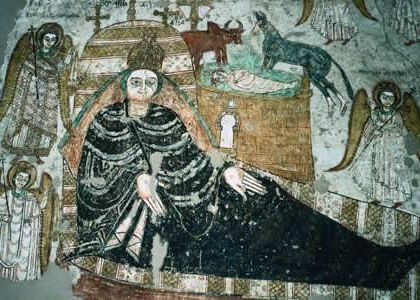
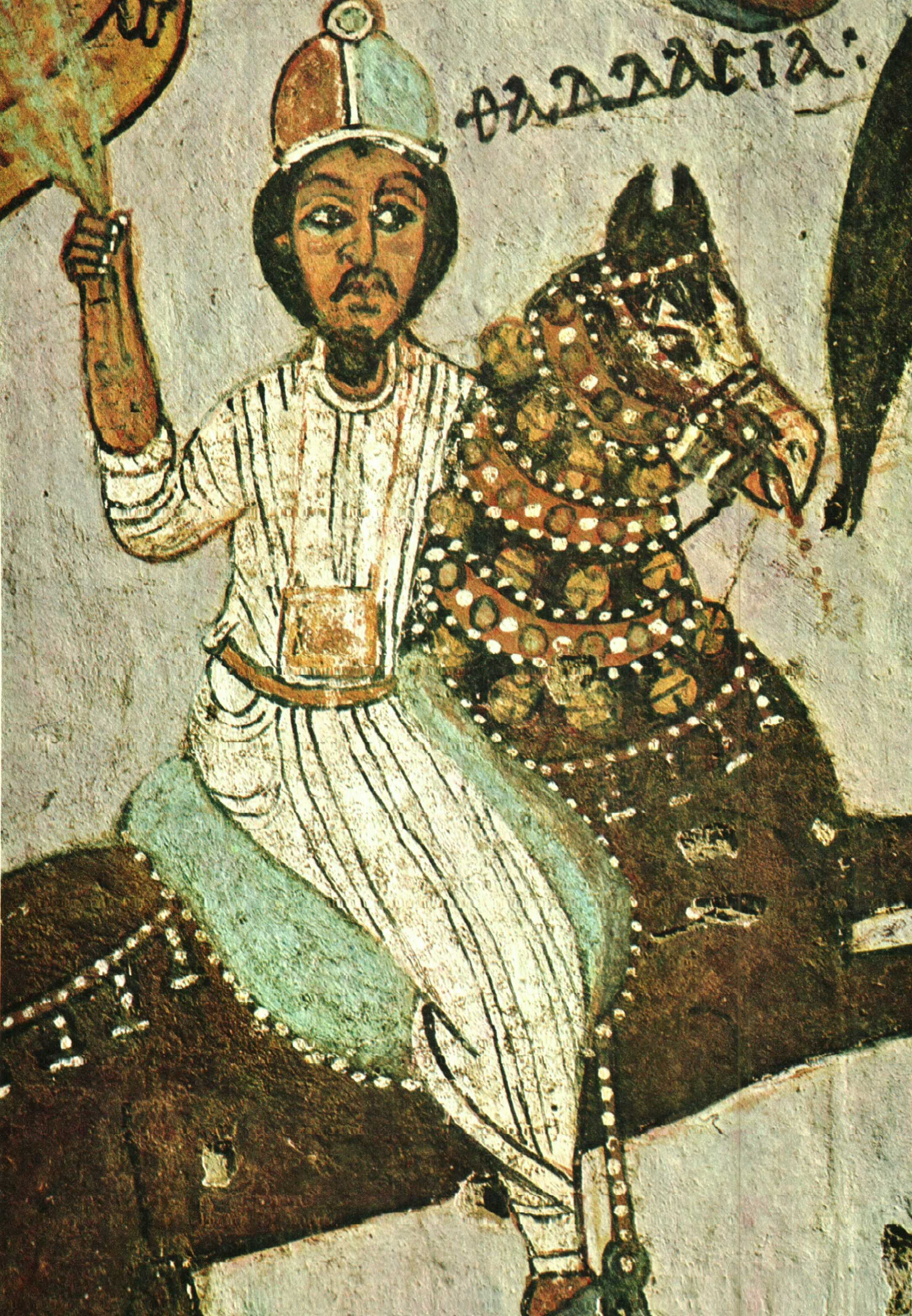